# جان باتيست شابوت
جان باتيست شابوت (بالفرنسية: Jean-Baptiste Chabot)‏ هو مستشرق فرنسي، ولد في 16 فبراير 1860 في Vouvray ‏ في فرنسا، وتوفي في 7 يناير 1948 في باريس في فرنسا.